# Траншеєкопач

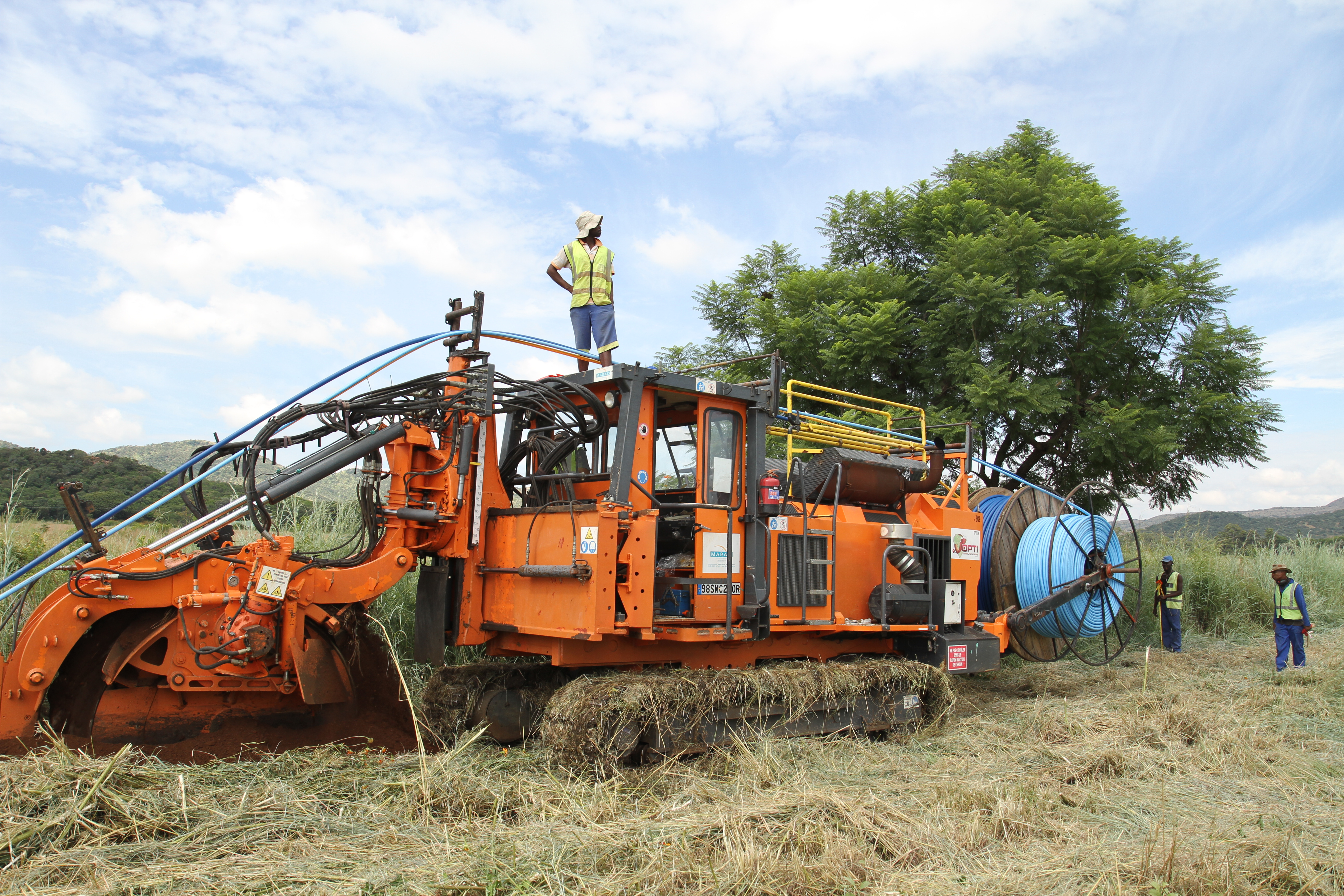
Траншеєкопач

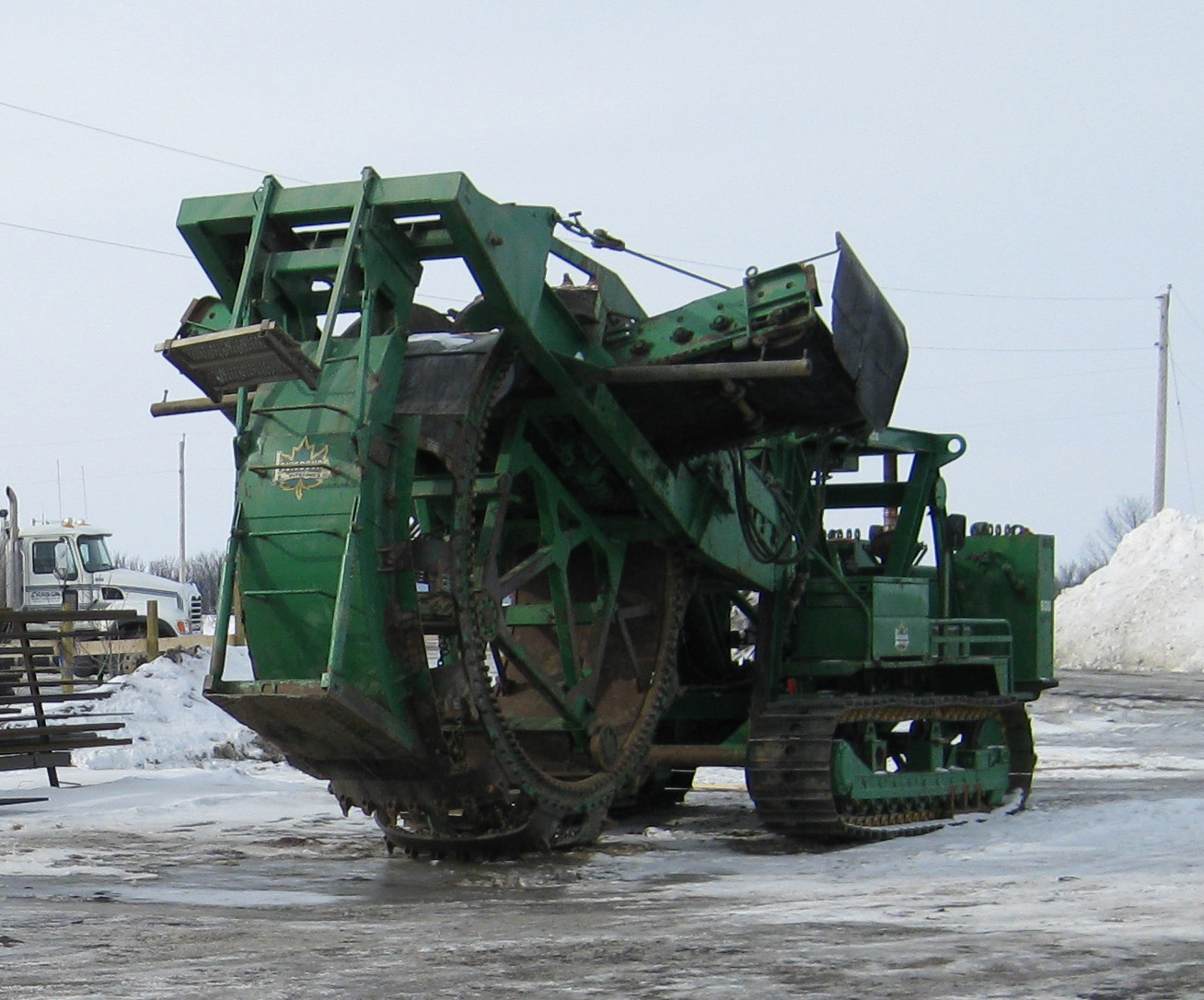

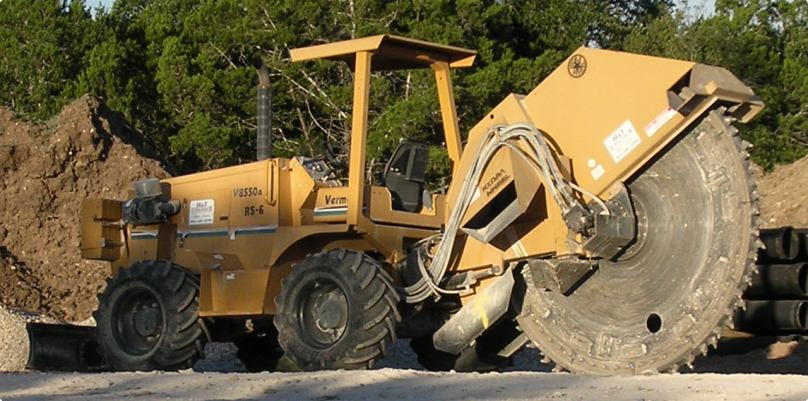

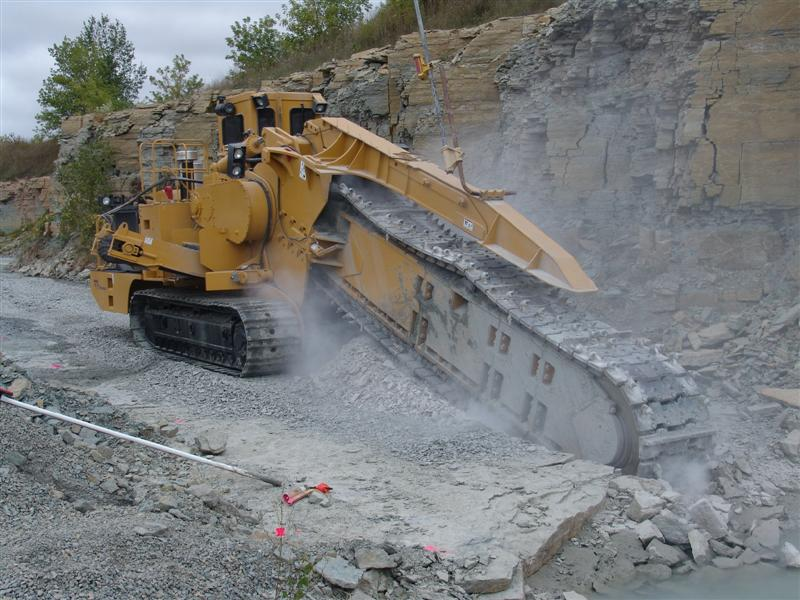

Траншеєкопач (рос. траншеекопатель, англ. trencher, нім. Grabenaushubmaschine, Grabenschöpfgerät n, Grabenbagger m) – машина для риття траншей при будівництві нафто- і газопроводів, водопроводів, продуктопроводів та інших об’єктів. Робочим органом, змонтованим на тракторі, служить рама з ковшами, скребками тощо. Продуктивність траншеєкопача вітчизняного виробництва — 45 м/год (ширина траншеї 900 мм, глибина до 1100 мм).